# SES-17
O SES-17 é um satélite de comunicação geoestacionário que foi construído pela Thales Alenia Space. Ele está localizado na posição orbital de 67 grau de longitude oeste e, é operado pela SES. O satélite foi baseado na plataforma Spacebus-Neo-200 e sua expectativa de vida útil é de 15 anos.

## Lançamento
O satélite foi lançado com sucesso ao espaço no dia 23 de outubro de 2021, por meio de um veículo Ariane 5 ECA+ a partir do Centro Espacial de Kourou, na Guiana Francesa, juntamente com o satélite Syracuse 4A. Ele tinha uma massa de lançamento de 6.411 kg.

## Capacidade e cobertura
O SES-17 está equipado com uma carga em banda Ka de alta potência para fornecer serviços de telecomunicação para a América do Norte, América do Sul, Caribe, México e oceano Atlântico.